# Elizabeth Strout
Elizabeth Strout (nascida em 6 de janeiro de 1956) é uma romancista e autora americana. Ela é amplamente conhecida por suas obras de ficção literária e sua caracterização descritiva. Ela nasceu e foi criada em Portland, Maine, e suas experiências em sua juventude serviram de inspiração para seus romances - o fictício "Shirley Falls, Maine" é o cenário de quatro de seus nove romances.
O primeiro romance de Strout, Amy e Isabelle (1998), foi amplamente aclamado pela crítica, tornou-se um best-seller nos Estados Unidos e foi adaptado para um filme estrelado por Elisabeth Shue . Seu segundo romance, Abide with Me (2006), foi aclamado pela crítica. Dois anos depois, Strout escreveu e publicou Olive Kitteridge (2008), com sucesso comercial e de crítica, arrecadando quase $ 25 milhões com mais de um milhão de cópias vendidas em maio de 2017. O romance ganhou o Prêmio Pulitzer de Ficção de 2009. O livro foi adaptado para uma minissérie ganhadora de vários prêmios Emmy e se tornou um best-seller do New York Times .

## Infância e formação
Strout nasceu em Portland, Maine, e foi criada em pequenas cidades em Maine e Durham, New Hampshire . Seu pai era professor de ciências e sua mãe era professora de inglês e também ensinava redação em uma escola secundária próxima.
Depois de se formar no Bates College em Lewiston, Maine, ela passou um ano em Oxford, Inglaterra, onde estudou por um ano na faculdade de direito. Em 1982, ela se formou com honras e recebeu um diploma de JD da Faculdade de Direito da Universidade de Syracuse . Naquele ano, sua primeira história foi publicada na revista New Letters .

### Olive Kitteridgee seu Prêmio Pulitzer

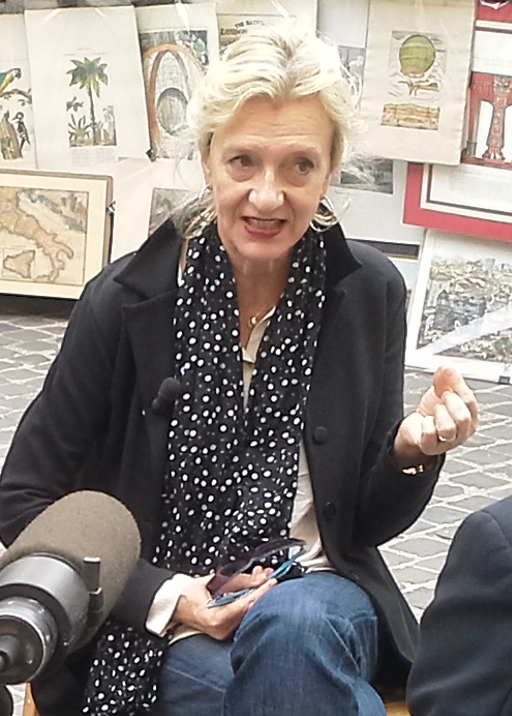
Strout sendo entrevistado em Roma, Itália

O terceiro livro de Strout, Olive Kitteridge, foi publicado em 2008. O livro apresentava uma coleção de contos conectados sobre uma mulher e sua família e amigos imediatos na costa do Maine. Emily Nussbaum, do The New Yorker, chamou os contos de "taciturnos, elegantes". Em 2009, foi anunciado que o romance ganhou o Prêmio Pulitzer de Ficção do ano. O livro tornou-se um best-seller do New York Times e ganhou o Premio Bancarella Award, em evento realizado na medieval Piazza della Repubblica em Pontremoli, Itália . Louisa Thomas, escrevendo no The New York Times, disse :
O prazer de ler Olive Kitteridge vem de uma intensa identificação com personagens complicados, nem sempre admiráveis. E há momentos em que entrar no ponto de vista de um personagem parece envolver a revelação de uma emoção mais poderosa e interessante do que um simples sentimento de companheirismo - uma dependência complexa, às vezes sombria, às vezes que sustenta a vida em relação aos outros. Não há nada piegas ou barato aqui. Há simplesmente o reconhecimento honesto de que precisamos tentar entender as pessoas, mesmo que não as possamos suportar.

### Trabalhos recentes
Após uma pausa de três anos, ela publicou My Name Is Lucy Barton (2016) , uma história sobre Lucy Barton, uma paciente em recuperação de uma operação e se reconecta com sua mãe distante. O New York Times o revisou com a seguinte observação: "não há uma centelha de sentimentalismo neste romance requintado. Em vez disso, em suas palavras cuidadosas e silêncios vibrantes, Meu nome é Lucy Barton nos oferece uma rara riqueza de emoção, do sofrimento mais sombrio a - 'Eu estava tão feliz. Oh, eu estava feliz' — alegria simples." O romance liderou a lista dos mais vendidos do The New York Times . Também foi listado para o Prêmio Man Booker .
Em 2017 ela publicou seu sexto romance, Anything is Possible (2017) - seu sexto romance. Tudo é possível foi chamado de "piada literária maldosa" devido a seus "homens e mulheres feridos, desesperados pela libertação de suas feridas" em contraste com o título. O romance a notou como "uma mestra do ciclo da história" por Heller McCalpin da NPR . Foi amplamente visto como um avanço em seu livro anterior devido à sua "capacidade de renderizar retratos silenciosos das indignidades e decepções da vida normal, e os momentos de graça e bondade que estamos dotado em resposta" de acordo com Susan Scarf Merrell do The Washington Post. Tudo é possível ganhou o The Story Prize para livros publicados em 2017.
Uma sequência de Olive Kitteridge, intitulada Olive, Again, foi publicada em outubro de 2019.
Em outubro de 2021, Oh William! foi publicado. O romance revisita o mundo de Lucy Barton e, de acordo com Strout, é principalmente sobre "como é difícil conhecer alguém, inclusive nós mesmos". Foi nomeado para a lista final do Prêmio Booker de 2022 .

### Romances
- Amy e Isabelle (1998)
- Fique comigo (2006)
- Olive Kitteridge (2008)
- Os Garotos Burgess (2013)
- Meu nome é Lucy Barton (2016)
- Tudo é Possível (2017)
- Olive, Novamente (2019)
- Oh William! (2021)
- A segunda vida de Olive Kitteridge (2021)
- Lucy à Beira-mar (2022)
- Conta-me tudo (2025)